# Сергеев, Геннадий Дмитриевич
Генна́дий Дми́триевич Серге́ев (29 мая 1926, Москва — 6 мая 2012) — советский и российский актёр театра и кино, народный артист Российской Федерации (1996).

## Биография
Родился 29 мая 1926 года в Москве. 
В 1946 году окончил театральное училище им. М. С. Щепкина. Впервые на сцену Малого театра он вышел ещё в 1942 году, сыграв трактирного слугу в гоголевском «Ревизоре». Ученик К. А. Зубова.
В труппу Малого театра был зачислен 16 июля 1946 года. За свою сценическую жизнь исполнил более 150 ролей. Работал с режиссерами Алексеем Диким, К. А. Зубовым, Б. И. Равенских, Андреем Гончаровым, Л. В. Варпаховским, Борисом Бабочкиным, И. В. Ильинским и другими.
Скончался 6 мая 2012 года в Москве. Урна с прахом захоронена на 4 уч. Донского кладбища.

## Семья
- Отец — Дмитрий Петрович Сергеев[1].
- Мать — Елена Александровна Золотова[1].
- Жена — Нина Игнатьева, кинокритик[1].
  - Дочь — Елена.
    - Внук — Андрей.

## Творчество

### Роли на сцене Малого театра
- 1944 Чекист («Инженер Сергеев» Вс. Рокка)
- 1946 Студенцов («Слава» В. Гусева)
- 1947 Апанасенко («За тех, кто в море» Б. Лавренёва)
- 1947 Виктор («Великая сила» Б. Ромашова)
- 1949 Виктор Плотников («Молодость» Л. Зорина)
- 1949 Трактирный слуга («Ревизор» Н. В. Гоголя)
- 1949 Быстров («Тайная война» В. Михайлова, Л. Самойлова)
- 1950 Брусило («Снегурочка» А. Н. Островского)
- 1952 Гогин («Варвары» М. Горького)
- 1952 Макин («Северные зори» Н. Никитина)
- 1952 Матрос Пятеркин, ухажёр горничной Лизы («Васса Железнова» М. Горького)
- 1954 Матвейкин («Опасный спутник» А. Салынского)
- 1954 Почтальон («Иван Рыбаков» В. Гусева)
- 1956 Гриша («Воспитанница» А. Н. Островского)
- 1958 Исидор («Ярмарка тщеславия» по У. Теккерею)
- 1960 Иван Васильевич («Осенние зори» В. Блинова)
- 1957 Сенька-Решка («Вечный источник» Д. Зорина)
- 1961 Сенька-Решка («Весенний гром» Д. Зорина)
- 1960 Боркин Михаил Михайлович, дальний родственник Иванова и управляющий его имением («Иванов» А. П. Чехова)
- 1964 Администратор («Главная роль» С. Алешина)
- 1962 Ваня Кудряш, молодой человек, конторщик Дикого («Гроза» А. Н. Островского)
- 1966 Шабров («Белые облака» В. Блинова)
- 1966 Камарчук («Сын» А. Софронова)
- 1967 Глеб Меркулыч, садовник («Правда хорошо, а счастье лучше» А. Н. Островского)
- 1967 Рябой («Оптимистическая трагедия» Вс. Вишневского)
- 1969 Барин («Умные вещи» С. Маршака)
- 1970 Джозеф Седли («Ярмарка тщеславия» по У. Теккерею)
- 1970 Данила Григорьевич («Растеряева улица» Г. Успенского)
- 1971 Мокроусов, полицейский («Достигаев и другие» М. Горького)
- 1973 Князь Туренин («Царь Фёдор Иоаннович» А. К. Толстого)
- 1974 Иван Петров Восмибратов, купец, торгующий лесом («Лес» А. Н. Островского)
- 1975 Шкарников («Золотые костры» И. В. Штока)
- 1976 Филипп Филиппыч Маслобоев, старый знакомый Ивана Петровича («Униженные и оскорблённые» по Ф. М. Достоевскому)
- 1976 Глеб Капустин («Беседы при ясной луне» В. М. Шукшина)
- 1982 Яша, молодой лакей («Вишнёвый сад» А. П. Чехова)
- 1984 Голутвин, человек, не имеющий занятий («На всякого мудреца довольно простоты» А. Н. Островского)
- 1985 Тараканов («Зыковы» М. Горького)
- 1986 Никлс («Человек, который смеётся» по В. Гюго)
- 1989 Пастор («Отец» А. Стриндберга)
- 1989 Варнуха («Хищники» А. Ф. Писемского)
- 1990 Малюта Скуратов («Князь Серебряный» по А. К. Толстому)
- 1993 Истукарий Лупыч Епишкин, купец-лавочник («Не было ни гроша, да вдруг алтын» А. Н. Островского)
- 1995 Симеонов-Пищик Борис Борисович, помещик («Вишнёвый сад» А. П. Чехова)
- 2000 Петрушка («Горе от ума» А. С. Грибоедова).

Последний раз вышел на сцену Малого театра 4 февраля 2012 года в роли Петрушки в спектакле «Горе от ума» А. С. Грибоедова.

### Фильмография
- 1947 — Рядовой Александр Матросов — эпизод (поющий солдат)
- 1950 — Донецкие шахтёры — навалоотбойщик (нет в титрах)
- 1951 — Спортивная честь — Виталий Петрович Гринько, капитан футбольной команды ДСО «Турбина»
- 1953 — Варвары. Сцены в уездном городе — Гогин Матвей, деревенский парень
- 1953 — Васса Железнова — Пятёркин, бывший солдат и матрос речного флота (в титрах Э. Сергеев)
- 1954 — Об этом забывать нельзя — Сергей Гусев, сотрудник Госбезопасности (в титрах Э. Сергеев)
- 1957 — На графских развалинах
- 1958 — Трудное счастье — Крамарь
- 1959 — Фома Гордеев — Африкан Смолин
- 1963 — Павлик Морозов — кулак
- 1966 — Лабиринт (телеспектакль) — полицейский
- 1967 — Возмездие — Бастрюков
- 1967 — Случай в гостинице — пан Збышек, шофёр
- 1970 — Баллада о Беринге и его друзьях — Бирон
- 1971 — Следствие ведут ЗнаТоКи. С поличным (Дело N 3) — Косой, первый посетитель бара
- 1975 — Достигаев и другие — эпизод
- 1975 — Лес — Восмибратов
- 1976 — Униженные и оскорбленные — Маслобоев
- 1976 — Ярмарка тщеславия — Джоз Седли
- 1977 — Оптимистическая трагедия — Рябой
- 1981 — Царь Фёдор Иоаннович — князь Туренин
- 1983 — Вишнёвый сад — Яша
- 1987 — Зыковы — Тараканов
- 1991 — Цензуру к памяти не допускаю — преследователь
- 2002 — Горе от ума — Петрушка

## Награды
- Народный артист Российской Федерации (1996)
- Заслуженный артист РСФСР (1974)
- Медаль «За трудовое отличие»
- две медали «За освоение целинных земель».
- Благодарность Президента Российской Федерации (1999) — за большие заслуги в развитии театрального искусства и в связи со 175-летием театра[2]